# Callionymus schaapii
Callionymus schaapii es una especie de peces de la familia Callionymidae en el orden de los Perciformes.

## Distribución geográfica
Se encuentra al este de la Océano Índico y al oeste del Pacífico central.